# Грюнау, Симон
Симон Грюнау (нем. Simon Grunau; около 1470, Толкемит близ Эльбинга — 1530 или 1537) — прусский хронист, монах-доминиканец, автор «Прусской хроники» (нем. Preussische Chronik) — первого всеобъемлющего сочинения по истории Пруссии, составитель прусско-немецкого словаря (нем. Altpreußisches Vokabular).

## Биография
Родился в Пруссии в селении Толкемит возле Фрауенбурга (в настоящее время Фромборк) к северу от Эльбинга. Проповедовал в Данциге и, по его собственным словам, лично встречался с римским папой Львом X и королём польским Сигизмундом I.
«Прусская хроника» (нем. Preußische Chronik) была написана Грюнау на немецком языке в период между 1517 и 1521 годами. 24 главы описывают прусские пейзажи, сельское хозяйство, жителей Пруссии с их обычаями и историей с древнейших времен и до 1525 года, когда было создано протестантское королевство Пруссии. В хронике содержится также краткий (около сотни слов) словарь прусского языка, один из очень немногих письменных памятников на этом вымершем языке. Хотя некоторые её данные основаны на фантазиях автора или заимствованы им из сомнительных источников, работа была весьма популярной и быстро сделалась одним из главных источников информации о прусской мифологии. «Прусская Хроника» Грюнау часто копировалась в рукописном варианте и впервые была опубликована лишь в 1875 году. Современные историки нередко рассматривают труд Симона в качестве художественного произведения, а не исторического источника.

## Историческая особенность времени

Герцогство Прусское после 1525 года

Симон Грюнау жил во времена политического разделения и ожесточенных религиозных конфликтов Пруссии. В 1525 году Государство Тевтонского ордена было преобразовано в герцогство Пруссию — первое в мире государство лютеран. Под суверенитетом польской короны, королевская Пруссия стала в значительной степени лютеранской и только епископство Вармии осталось католическим. Различные части Пруссии, разделённые религиозными и политическими спорами, стремились поддерживать общность и самоидентичность, пытаясь воссоединиться, но этого не происходило до времён Фридриха Великого.
Традиции древних пруссов, коренного населения региона до завоевания его германскими крестоносцами с последующим притоком немецких колонистов, использованы были летописцем в целях установления исторической преемственности между эпохой феодальной колонизации и современными ему временами реформации. Однако, подобно многим своим современникам, Грюнау не был заинтересован в объективном и фактологически точном изображении начального периода истории ордена в Пруссии, используя местные народные предания в качестве инструмента для идеологических целей. Будучи одним из наиболее критичных представителей тевтонского рыцарства, он выступал в защиту местного прусского населения, сознательно противопоставляя его немецкой культуре. В своей летописи он пишет о древностях пруссов, в частности, обычаях и религиозных обрядах, пытаясь убедить читателя, что пруссы по природе своей отличны от немцев. Вместе с тем, как католический священник, Грюнау явно настроен и против распространявшегося в Пруссии протестантизма.

## Легенды и споры

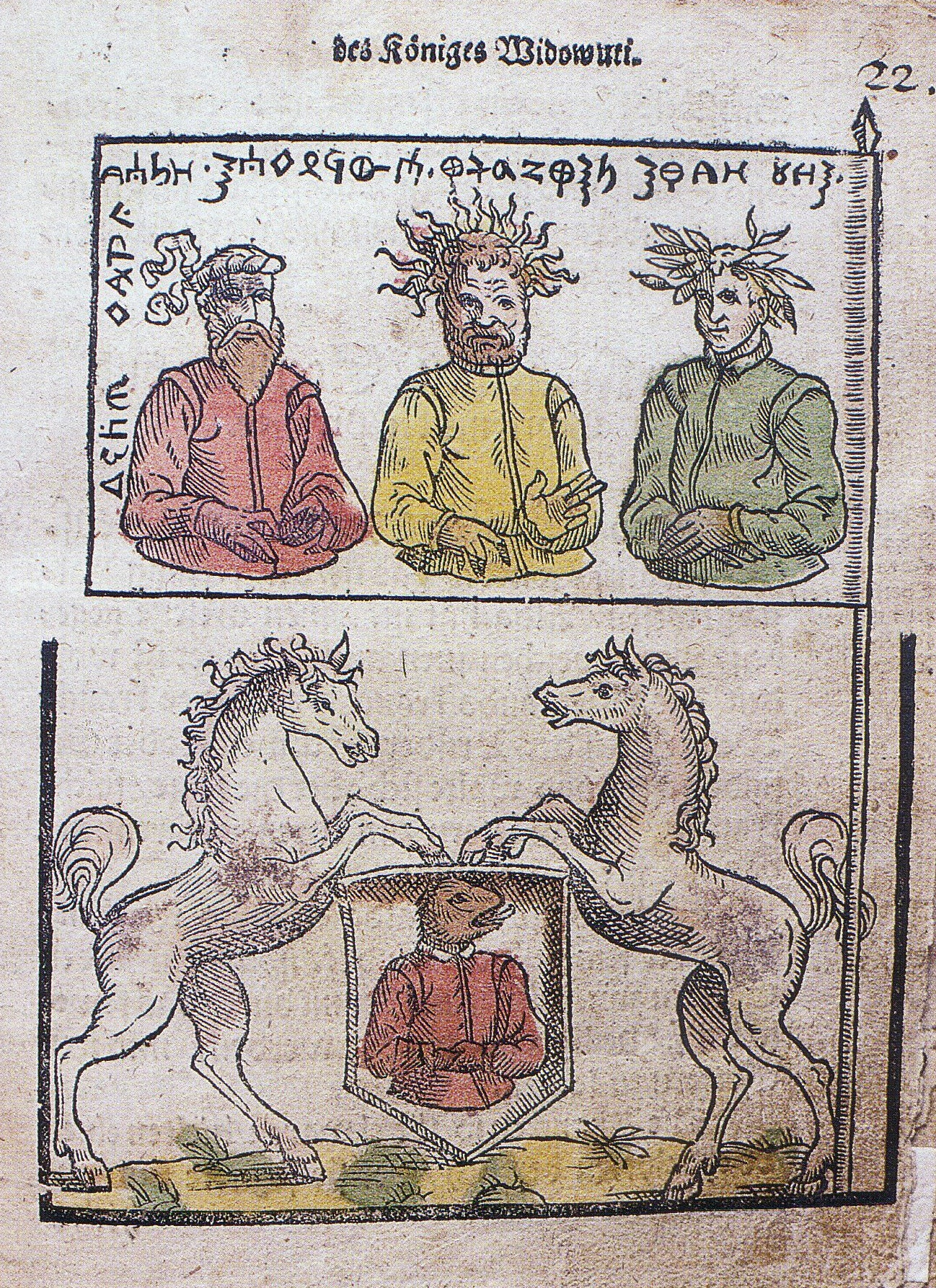
Боевой священный флаг «Widewuto» с рунической надписью и изображением древних прусских богов Patolos, Perkunos и Potrimpos (слева направо), восстановленный и предлагаемый к использованию Симоном Грюнау

Симон Грюнау утверждал, что включил в своё произведение древнюю хронику первого прусского епископа Христиана из Олива (ум. 1245). По его словам, он обнаружил трехсотлетний манускрипт под названием «Книга сынов Велиала» (лат. Liber filiorum Belial), содержащий в себе сочинение Христиана. Помимо него, Симон указывает три собственных источника: личные наблюдения епископа, книгу священника Ярослава из Плоцка и записки некого Дионисия (лат. Dywonys), единственного выжившего участника экспедиции в Пруссию. Сочинение последнего предположительно составлено было на древнерусском языке с использованием греческого алфавита, но обнаружено было позднее труда Христиана Оливского. В современных научных кругах нет единого мнения о подлинности перечисленных источников Симона из Грюнау. Некоторые историки предполагают, что хроника Христиана Оливского и вовсе является вымыслом.
При описании событий исторического периода, Грюнау использовал «Хронику земли Прусской» Петра из Дусбурга (нем. Peter von Dusburg), официальные документы орденской канцелярии, а также сочинения Эразма Стэлла (лат. Erasmus Stella), Энеа Сильвио Пикколомини и Матвея Меховского c добавлениями собственных размышлений. К примеру, он взял у Петра Дусбургского описание прусского святилища Ромува (лат. Romuva temple) и приукрасил его записи, добавив от себя описание вечнозеленого дуба с украшениями портретами идолов и об охране, в виде вестальских девственниц. Ученые едины во мнении, что эти дополнения, скорее всего, заимствованы из сочинения Адама Бременского с его описанием древнескандинавского храма в Уппсале.
Все эти рассказы широко копировались различными авторами и имели распространение в народном фольклоре. В 1853 году Макс Тёппен впервые подверг серьёзной критике историческую точность и научную ценность работы Грюнау. Некоторые современные историки предлагают рассматривать хронику в качестве не исторического, а художественного произведения, за исключением описаний некоторых событий, очевидцем которых являлся автор. Другие исследователи указывают на необходимость более тщательного анализа её как возможного источника более подробной и достоверной информации.

## Словарь прусского языка
Для доказательства существования у пруссов собственной словесности, которая отличалась от польской и литовской, Грюнау включает в своё сочинение словарик из ста поясняемых слов прусско-немецкого языка, встречающихся в его летописи. Некоторые слова имеют сленговый характер и несколько искажены, но — как один из очень немногих письменных источников ныне вымершего, прусского, он по-прежнему бесценен. Симон Грюнау утверждал, что может говорить по-прусски, но зачастую смешивает польские и/или литовские слова, как если бы они были прусскими. Грюнау в своей работе публикует также молитву «Отче наш», как бы они были написаны и звучали в прусском варианте. В 1983 году исследователь Вольфганг Шмид доказал, что указанная молитва является смесью латвийского и куршского языков. Другие словари прусского языка, составленные до Грюнау, содержат около 1350 слов и не указывают каких-либо письменных источников литовской или латышской словесности. Словарный источник Симона Грюнау остаётся по-прежнему очень важным документом для изучения балтийских языков.
Текст молитвы «Отче наш» от Грюнау
Nossen Thewes, cur tu es Delbes,
Schwiz gesger thowes Wardes;
Penag mynys thowe Mystalstibe;
Toppes Pratres giriad Delbszisne, tade tymnes sennes Worsinny;
Dodi momines an nosse igdenas Magse;
Unde geitkas pamas numas musse Nozegun, cademas pametam nusson Pyrtainekans;
No wede numus panam Padomum;
Swalbadi mumes newusse Layne. Jesus. Amen.